# Oscar Sonneck
Oscar Sonneck (Jersey City, 6 d'octubre de 1873 - Nova York, 30 d'octubre de 1928) fou un musicògraf, compositor, poeta i bibliotecari. Va fer els seus estudis a Heidelberg, Múnic, Frankfurt i Sondershausen, amb els professors Sandberger, Stumpf, Knorr, M. E. Sachs i Schröder, i des de 1902 fou director de la secció de música de la Biblioteca del Congrés dels Estats Units a Washington DC, per la qual organització, treballà sistemàtica i incansablement i amb un gran resultat. Sonneck dirigí i redactà l'informe anual vers les Copyright-entrèes de la secció de música de la Biblioteca del Congrés. També són notables els catàlegs sistemàtics que publicà de cadascun dels grups d'aquesta Biblioteca Dramatic music, 1908). Com a compositor escrigué diverses melodies vocals. Finalment, va publicar dos volums de poesies. Escrigué:
- Early America operas, col·lecció de la Societat Internacional de Música (1904),
- Francis Hopkins and James Lyon, (Washington, 1905),
- Bibliography of early secular American music, (Washington, 1905),
- Early concert life in America 1731-1800, (Leipzig, 1907).